# Oto (Broto)
Pour les articles homonymes, voir Oto.
Oto est un village de la province de Huesca, situé à environ cinq cent mètres au sud-ouest de Broto, à laquelle il est rattaché administrativement, à 931 mètres d'altitude. 
Le village constitue une commune indépendante jusqu'aux années 1930. Il absorbe la commune de Yosa entre les recensements de 1857 et 1860. Il est ensuite rattaché à Broto. Il compte jusqu'à 342 habitants au recensement de 1842 ; sa population décline fortement à partir des années 1930 et il ne compte plus aujourd'hui que 71 habitants. 
Le village compte une tour de défense, dite Torre de Oto, construite à la fin du XVe siècle ou au début du XVIe siècle et classée bien d'intérêt culturel depuis 2006. L'église du village a été principalement construite au XVIe siècle ou XVIIe siècle mais conserve des éléments antérieurs de style roman ; elle est dédiée à saint Saturnin. À proximité du village se trouve une chapelle dédiée à saint Sébastien. Elle a été très endommagée pendant la Guerre civile espagnole et a fait l'objet d'une reconstruction ultérieure. 